# ベーラヤゼムリャ諸島
ベーラヤゼムリャ諸島（ベーラヤゼムリャしょとう、Ostrova Belaja Zemlia）は、ロシア領ゼムリャフランツァヨシファを構成する島嶼群である。主に二つの島 (フレーデン島、エヴァ・リヴ島) とアデレード島 (ロシア連邦)で構成される。

## 地理
ベーラヤゼムリャ諸島は45キロの広い海峡によってフランツヨーゼフ諸島の主要部から分離されている。南方にセベロボストーチヌイ海峡があり、グレエムベル島と隔てられている。最高点はエヴァ・リヴ島の381mである。

### 構成する島
- エヴァ・リヴ島（ОстровЕва-Лив）

　全長25キロ（16マイル）の島で、ベーラヤゼムリャ諸島最大の島である。エヴァ島はフリチョフの妻エヴァ·ナンセン（1907年没）にちなんで命名された。
- アデレード島（ОстровАделаиды）

全長2キロ程の小規模な島であり、エヴァ·リヴ島の西端から南西へ5キロ離れた所に位置している。島名はフリチョフ・ナンセンの母親であるアデレーダ・ユハンナ・テクラ(Аделаида Юханна Текла)が由来である。
- フレーデン島（ОстровФреден）

全長8.2キロの大きな楕円形の島で、アデレード島の南方2.5キロに位置している。フリーデンはドイツ語で「平和」を意味する。

## 歴史
同諸島は1895年8月5日にノルウェーの探検家フリチョフ・ナンセンにより発見された。フリチョフは発見当時、地図に4つの島を描いたが、後に行われた調査により4つではなく3つの島で構成されていることが明らかになった。これはこの諸島を当時横断していた永久氷の限界ラインによって、フリチョフが氷に覆われた土地を海と見間違えたからだと考えられている。